# Steroid Maximus
Steroid Maximus è un progetto strumentale di  J. G. Thirlwell (compositore conosciuto soprattutto per la sua band principale, Foetus). Gli Steroid Maximus uniscono elementi jazz, big band, avant-garde, e musica esotica.

## Storia
Dopo la pubblicazione del disco di Foetus Interruptus Thaw, J. G. Thirlwell capì che troppe tracce strumentali stavano entrando nel progetto Foetus. Il compositore decise allora che i suoi successivi lavori si sarebbero divisi in due tipologie: le canzoni con una parte vocale sarebbere continuate a uscire con il nome di Foetus, quelle strumentali, invece, avrebbero avuto un nuovo nome; appunto, Steroid Maximus.
Il debutto ufficiale arrivò nel 1990, con l'uscita della canzone "Volgarity" su una compilation in vinile. L'anno seguente vide la pubblicazione del primo album: ¡Quilombo!. La title track di quel disco, tra l'altro, fu il frutto di una collaborazione tra Thirlwell e Raymond Watts.
Nel 1992 venne pubblicato il secondo album: Gondwanaland. Oltre alle solite collaborazioni, Gondwanaland contiene anche "Volgarity" e una cover della canzone di Raymond Scott "Powerhouse" (colonna sonora di alcuni classici dei Looney Tunes).
In seguito, gli Steroid Maximus si presero un intero decennio di riposo, per tornare sulle scene nel 2002, quando un terzo album, Ectopia, venne registrato per l'etichetta di Mike Patton, la Ipecac. Il debutto dal vivo degli Steroid Maximus avvenne nel 2003, con un'orchestra composta da 18 musicisti e condotta da Thirlwell.

## Discografia
- ¡Quilombo! (1991)
- Gondwanaland (1992)
- Ectopia (2002)